# Шангальское сельское поселение
Шангальское се́льское поселе́ние или муниципальное образование «Шангальское» — упразднённое  муниципальное образование со статусом сельского поселения в составе Устьянского муниципального района Архангельской области России.
Соответствует административно-территориальной единице в Устьянском районе — Шангальскому сельсовету.
Административный центр — село Шангалы.

## География
Сельское поселение находится в центре Устьянского муниципального района.

## История
Муниципальное образование было образовано законом от 23 сентября 2004 года.
В сентябре 2022 года сельское поселение и остальные поселения муниципального района были упразднены и преобразованы путём их объединения в Устьянский муниципальный округ.

## Население
| 2006  | 2010  | 2011  | 2012  | 2013  | 2014  | 2015  |
| ----- | ----- | ----- | ----- | ----- | ----- | ----- |
| 4637  | ↘4313 | ↘4291 | ↘4202 | ↗4219 | ↘4181 | ↗4185 |
| 2016  | 2017  | 2018  | 2019  | 2020  | 2021  |       |
| ↘4159 | ↘4142 | ↘4139 | ↘4100 | ↘4099 | ↘3719 |       |

## Населённые пункты
На территории поселения находятся:
- Аверкиевская
- Бережная
- Заостровье
- Ион-Горка
- Камкинская
- Кононовская
- Красный
- Малиновка
- Милославская
- Нижнеборская
- Плесевская
- Починовская
- Советский
- Степанов Прилук
- Тарасонаволоцкая
- Шангалы
- Шеломенская
- Юрятинская